# ARV General Salóm (F-25)
La ARV General Salóm (F-25) fue una fragata lanzamisiles clase Lupo que sirve en la Armada Bolivariana desde 1981. Fue adquirida por Venezuela en 1975 y construida entre 1978 y 1981.

## Construcción y características

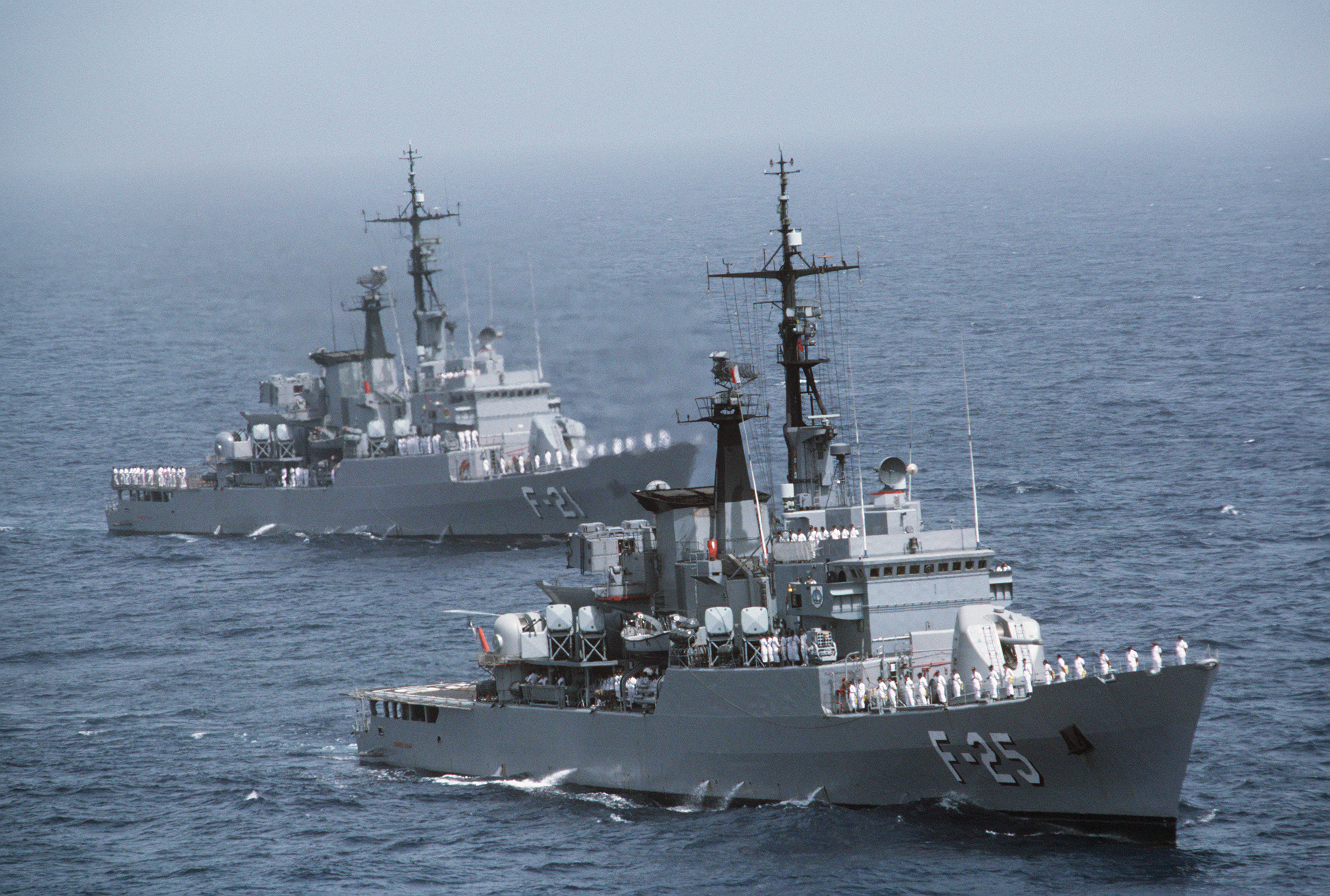
La fragata General Salóm (adelante) navega junto a la Mariscal Sucre (detrás).

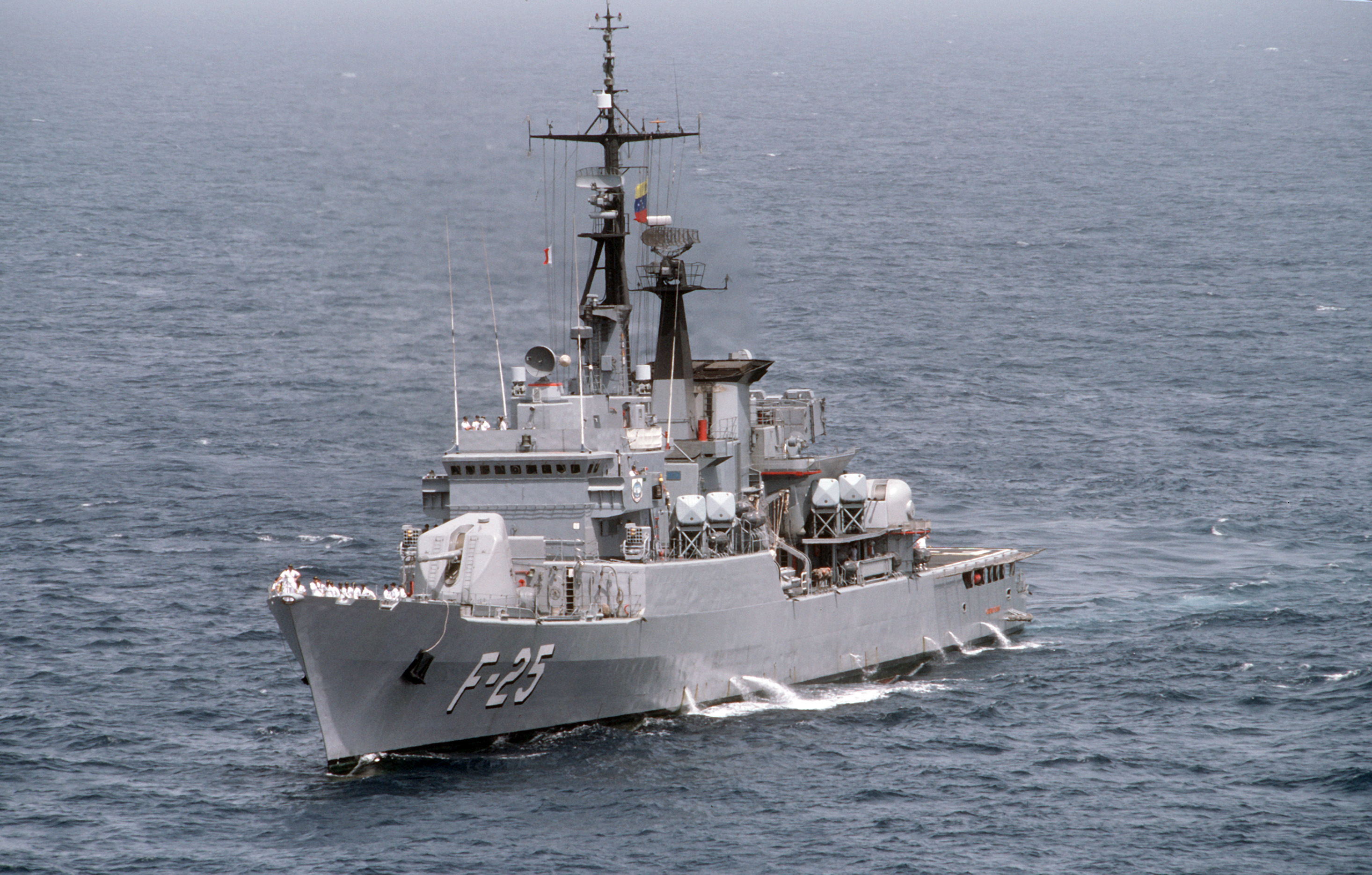
La General Salóm navega en la costa de Caracas, 12 de julio de 1987.

La fragata General Salóm fue construida por el Cantieri Navali Riuniti, en Ancona, Italia. La puesta de quilla fue el 7 de noviembre de 1978, la botadura el 13 de enero de 1980 y la entrada al servicio en octubre de 1981. Fue la cuarta unidad de la clase Lupo, construida por contrato firmado el 24 de octubre de 1975.
Su desplazamiento con carga estándar es de 2208 t, mientras que a plena carga es de 2500 t. Su eslora mide 113,2 m, su manga 11,3 m y su calado 3,7 m. La nave tiene una propulsión CODAG (combinado diésel y gas) compuesta por dos turbinas de gas Fiat/GEI LM2500 de 34 400 bhp y dos motores diésel GMT A320/20M de 7800 hp. El buque puede desarrollar una velocidad de 35 nudos.
Su armamento consiste en un cañón compacto de calibre 127 mm; cuatro cañones de calibre 40 mm; ocho lanzadores de misiles superficie-superficie Otomat; un lanzador de misiles superficie-aire Áspide de ocho celdas; un lanzacohetes SCLAR; y seis tubos lanzatorpedos para guerra antisubmarina.
Actualmente se encuentra en proceso de desguace.